# Championnats de France d'athlétisme 1938
Navigation
Championnats 1937 Championnats 1939
Les Championnats de France d'athlétisme 1938 ont eu lieu les 23 et 24 juillet 1938 au Stade olympique Yves-du-Manoir de Colombes. Les épreuves féminines se sont déroulées le 14 juillet au Stade Pershing de Paris.

## Palmarès
| Discipline        | Hommes           | Hommes        | Femmes             | Femmes       |
| ----------------- | ---------------- | ------------- | ------------------ | ------------ |
| 60 m              | -                | -             | Yvonne Vallat      | 8 s 2        |
| 100 m             | Jacques Jourdian | 10 s 7        | Gaëtane Crouzillas | 12 s 8       |
| 200 m             | Jacques Jourdian | 22 s 6        | Marguerite Gaspard | 26 s 6       |
| 400 m             | Joseph Bertolino | 49 s 2        | -                  | -            |
| 800 m             | Jacques Lévèque  | 1 min 54 s 8  | Hélène Devèze      | 2 min 21 s 2 |
| 1 500 m           | Pierre Leichtnam | 3 min 57 s 5  | -                  | -            |
| 5 000 m           | Mohamed El Ghazi | 15 min 19 s 5 | -                  | -            |
| 10 000 m          | André Sicard     | 32 min 04 s 0 | -                  | -            |
| 110 m haies       | Jacques André    | 16 s 0        | -                  | -            |
| 400 m haies       | Prudent Joye     | 54 s 0        | -                  | -            |
| 3 000 m steeple   | Gaston Tinard    |               | -                  | -            |
| Saut en longueur  | Robert Joanblanq | 7,14 m        | Gaëtane Crouzillas | 5,41 m       |
| Triple saut       | Robert Paul      | 13,28 m       | -                  | -            |
| Saut en hauteur   | Jean Moiroud     | 1,85 m        | Marguerite Crépin  | 1,45 m       |
| Saut à la perche  | Pierre Ramadier  | 3,90 m        | -                  | -            |
| Lancer du poids   | Jules Noël       | 14,41 m       | Simone Pierson     | 10,27 m      |
| Lancer du disque  | Jules Noël       | 45,97 m       | Simone Conti       | 33,77 m      |
| Lancer du marteau | Robert Wirtz     | 49,60 m       | -                  | -            |
| Lancer du javelot | Roger Frinot     | 55,62 m       | Yolande Behr       | 31,95 m      |